# 支配の社会学
『支配の社会学』（しはいのしゃかいがく、独: Soziologie der Herrschaft）は、1922年に社会学者マックス・ウェーバーによって発表された官僚制を主題とした研究である。
ウェーバーの官僚制の理論は、古代エジプトや古代中国の前近代的な官僚制と、近代において出現した官僚制が区別され、後者には客観性（Sahilichkeit、即対象性、没主観性）という性質があるとする。ヴェーバーは近代的官僚制を、中立的に適用される規則や明確化された職務権限、さらに階層性の組織構造という形式合理性の概念によって特徴づける。
ヴェーバーによれば、官僚制においては、他の組織の形態と比して、業務の正確性と継続性や、曖昧性と恣意性を排除するなどの側面が認められうる。しかし他方、官僚制は形式合理性の論理にしたがって組織を閉鎖化し、単一支配的な傾向を生み出す。この閉鎖性をウェーバーは鉄の檻という比喩によって表現する。
そもそも社会全体に影響を与える行政活動から政治性を排除することはできない。しかし官僚制は政治性を排除し、非政治的なものへと変容させ、合理化が進めることができる。これは官僚制の有効性であると同時に官僚政治の原因にもなり、そのことは「政治の貧困」をもたらし、価値観の対立や討議という政治の意義が失われることにもつながる。

## 日本語訳
- 世良晃志郎訳『支配の社会学　経済と社会』（全2巻、創文社、1962年、新版1984年ほか）
- 野口雅弘訳『支配について』（全2巻）
  - 『支配についてⅠ 官僚制・家産制・封建制』岩波書店〈岩波文庫〉、2023年12月。ISBN 978-4-00-342101-7。
  - 『支配についてⅡ カリスマ・教権制』岩波書店〈岩波文庫〉、2024年1月。ISBN 978-4-00-342102-4。